# Дрегушень (Гинчештський район)
Дрегушень (рум. Drăgușeni) — село у Гинчештському районі Молдови. Входить до складу комуни, адміністративним центром якої є село Бобейка.

## Населення
За даними перепису населення 2004 року у селі проживали 1286 осіб.
Національний склад населення села:
| Національність   | Кількість осіб | Відсоток   |
| ---------------- | -------------- | ---------- |
| молдавани румуни | 1277 6         | 99,3% 0,5% |
| росіяни          | 2              | 0,2%       |
| українці         | 1              | 0,1%       |
| Всього           | 1286           | 100%       |